# Hinckley Rock
Der Hinckley Rock ist ein 1135 m hoher Felsvorsprung im westantarktischen Queen Elizabeth Land. In der nördlichen Neptune Range der Pensacola Mountains ragt er 6 km nordwestlich des Gillies Rock auf.
Der United States Geological Survey kartierte ihn anhand eigener Vermessungen und mithilfe von Luftaufnahmen der United States Navy aus den Jahren von 1956 bis 1966. Das Advisory Committee on Antarctic Names benannte ihn 1968 nach Neil Hinckley, Mitglied der United States Air Force Electronics Test Unit (1957–1958).